# Diastata nitida
Diastata nitida är en tvåvingeart som först beskrevs av Johann Wilhelm Meigen 1838.  Diastata nitida ingår i släktet Diastata, ordningen tvåvingar, klassen egentliga insekter, fylumet leddjur och riket djur.
Artens utbredningsområde är Belgien. Inga underarter finns listade i Catalogue of Life.